# Guy Goffette
Guy Goffette (Jamoigne, 18 april 1947 – Namen, 28 maart 2024) was een Franstalig Belgisch dichter en schrijver.

## Biografie, werk
Goffette maakte aanvankelijk vooral naam als poëet. Hij publiceerde zijn eerste gedichten in 1969 en twee jaar later verscheen zijn eerste bundel. Vanaf de jaren 1990 schrijft hij ook literair proza, onder andere fictieve biografieën over de Franse symbolistische dichter Paul Verlaine, die als zijn grote voorbeeld geldt, en over de Franse kunstschilder Pierre Bonnard, gezien door de ogen van zijn geliefde en voornaamste model Marthe de Méligny. Verder geldt Goffette als een vooraanstaand essayist en draagt hij regelmatig bij aan de Nouvelle Revue française.
De Franse dichter Yves Bonnefoy noemde Goffette "zonder twijfel een van de beste Franstalige dichters van dit moment”. Goffette ontving belangrijke literaire prijzen, waaronder de Prix Goncourt de la poésie (2010) en de Prix Rossel (2006). Martin de Haan vertaalde een aantal van zijn gedichten naar het Nederlands. Marianne Kaas maakte een Nederlandse vertaling van zijn roman Un été autour du cou (2001), over een twaalfjarige jongen die verliefd wordt op de mooiste vrouw van het dorp.
Goffette overleed op 28 maart 2024 op 76-jarige leeftijd.

## Prijzen (selectie)
- Prix Goncourt de la poésie, 2010
- Prix Rossel, 2006 (Une enfance lingère)
- Grand Prix de la Poésie de l'Académie française, 2001
- Prix de la Communauté française 1988 (Eloge pour une cuisine de province)
- Prix Mallarmé 1989 (Eloge pour une cuisine de province)
- Prix Guy Lévis Mano (Solo d’ombres)

### Poëzie (selectie)
- Quotidien rouge, 1971.
- Nomadie, 1979.
- Huit muses neuves et nues, gedichten bij foto’s van Miloslav Stibor, 1983.
- Solo d'ombres, 1983.
- Prologue à une maison sans murs, 1983.
- Le dormeur près du toit, 1983.
- La vie promise, 1991.
- Le pêcheur d'eau, 2001.
- Icarus, 2000.
- Solo d'ombres précédé de Nomadie, 2003.
- L'adieu aux lisières, 2007
- Pain perdu, 2020

### Proza (selectie)
- Partance, 1995.
- Verlaine d'ardoise et de pluie, 1996.
- L'ami du jars, 1997.
- Elle, par bonheur et toujours nue, 1998 (over Pierre Bonnard)
- Partance et autres lieux suivi de Nema problema, 2000.
- Un été autour du cou, 2001 (Nederlands: De lichte last van een zomer, vertaling Marianne Kaas, 2004).
- Une enfance lingère, 2006.
- L'autre Verlaine, 2007.